# حاملة الطائرات شاندونغ
حاملة الطائرات شاندونغ (بالصينية: 山东舰، بينيين: Shāndōng Jiàn) أو حاملة الطائرات طراز 001 سابقًا، هي أول حاملة طائرات صينية الصنع بالكامل والثانية في خدمة البحرية الصينية بعد حاملة الطائرات لياونينغ التي استُمد تصميمها منها. أُطلقت في 26 أبريل 2017م، وصُنفت في البداية على أنها من طراز 001A (كنظيرة لحاملة الطائرات لياونينغ المصنفة كطراز 001)، لكن كُشف لاحقًا أنها تنتمي إلى طراز 002 خلال حفل تكليفها. تصميمها يعتمد على نسخة معدلة من حاملات الطائرات من طراز كوزنتسوف التي صُممت أصلاً للبحرية السوفيتية.

## صور

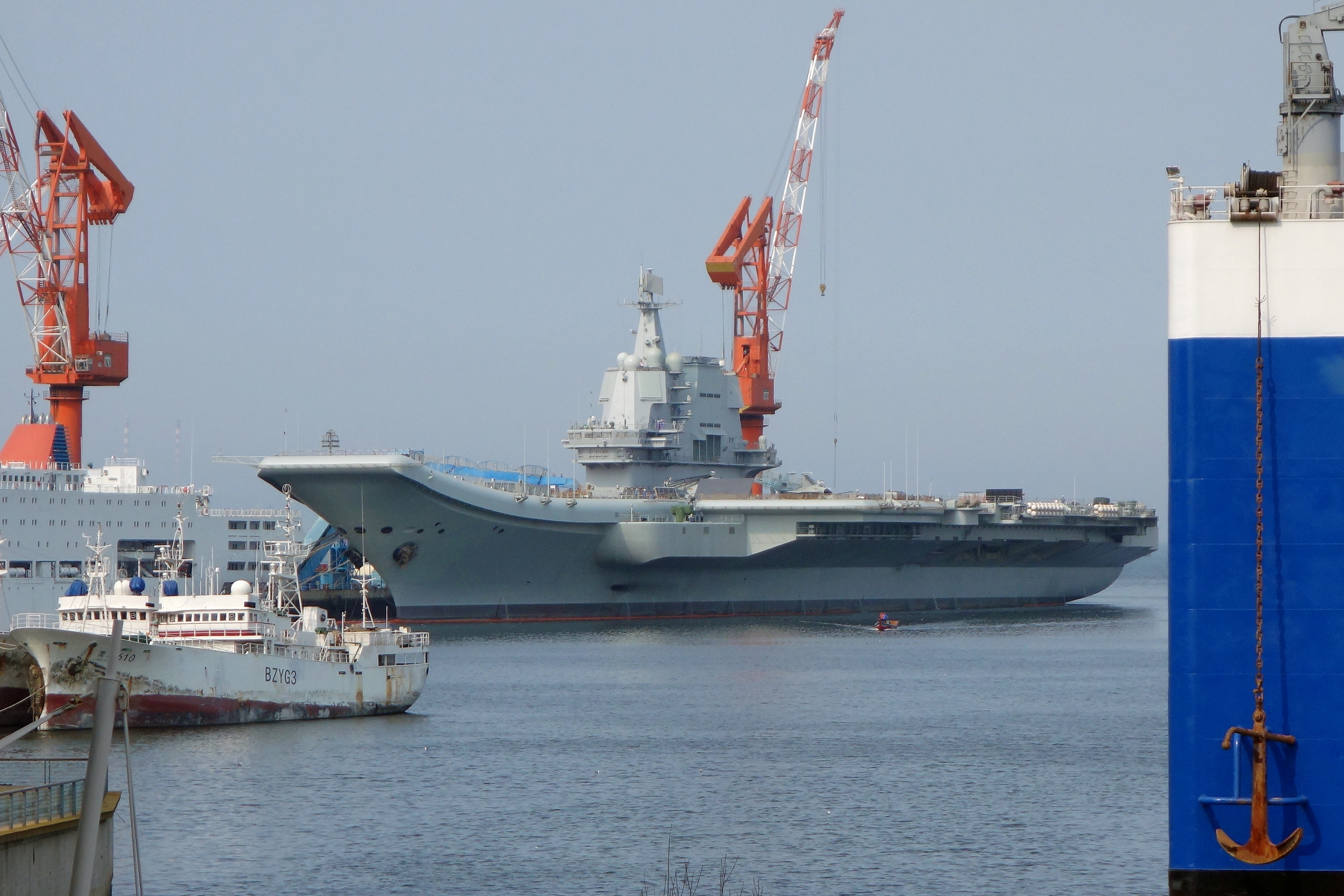
شاندونغ في المرفء عام ٢٠١٩م.
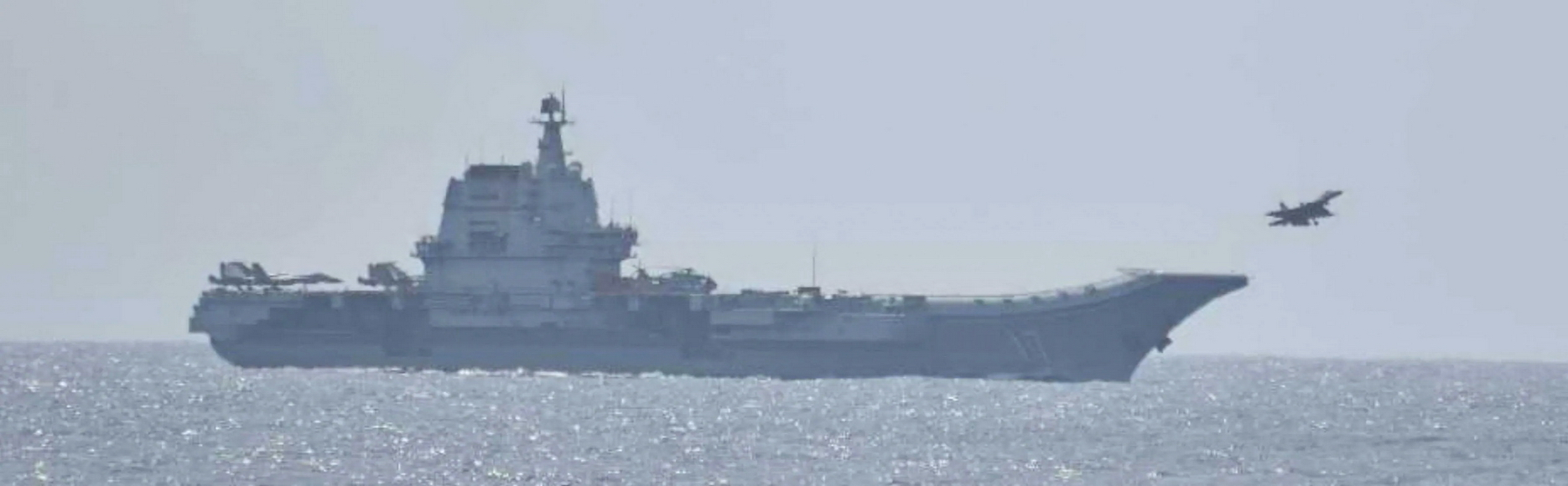
مقاتلة شنيانغ جيه-15 تحلق من شاندونغ خلال التدريبات العسكرية حول جزيرة تايوان عام ٢٠٢٣م.
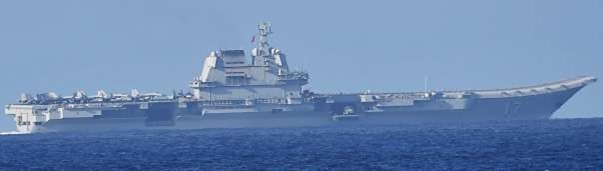
ميمنة شاندونغ عام ٢٠٢٣م.
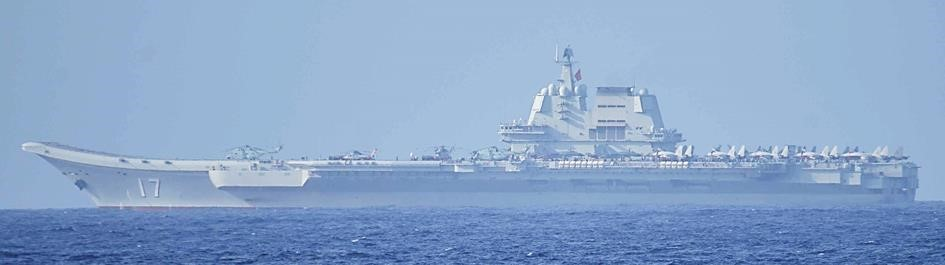
ميسرة شاندونغ عام ٢٠٢٣م.